# Uixebti

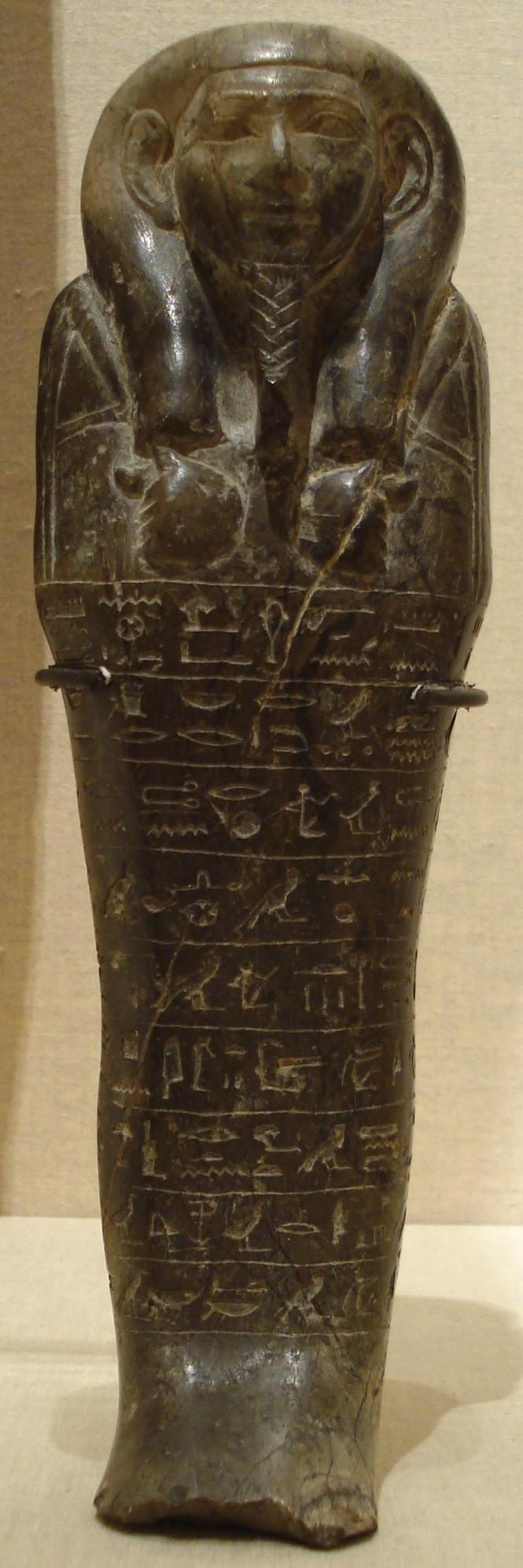
Uixebti de Montuemhat, dinastia XXV o XXVI, Tebes

Un uixebti (terme egipci que significa 'el que respon') és un tipus d'estàtua funerària de petites dimensions de l'antic Egipte.
Al difunt, un cop és admès als camps de l'Ilau, se li concedeixen tots els beneficis; però ha de fer tasques agrícoles. Per a deslliurar-se d'aquesta feina, el mort és acompanyat d'uixebtis, servents que havien de reemplaçar el mort en les tasques en el més enllà, habitualment un per a cada dia de l'any.
El nombre d'uixebti dipositats a les tombes depèn segons l'època i importància del personatge. Alguns enterraments de l'Imperi nou tenien 365 uixebtis o més, un per cada dia de l'any. Se'n van trobar més de quatre-cents a la tomba del faraó Tutankamon, a la de Seti I més de set-cents, i a la de Taharqa més d'un miler.
A Catalunya, se'n conserva un exemplar a la col·lecció egípcia de la Biblioteca Museu Víctor Balaguer de Vilanova i la Geltrú. I al Museu de Montserrat.